# Grete von Zieritz
Grete von Zieritz (10 maart 1899 - 26 november 2001) was een Oostenrijks-Duits componiste en pianiste.

## Biografie
Grete von Zieritz werd geboren in Wenen te Oostenrijk. Ze groeide op in Wenen, Innsbruck en Graz. Haar eerste pianolessen kreeg ze op 6-jarige leeftijd. Later studeerde ze piano bij Hugo Kroemer en compositie bij Roderich Mojsisovics von Mojsvár. Ze gaf haar eerste concert toen ze 8 jaar oud was.
Zieritz zette haar studies voort in Berlijn bij Martin Krause, een student van Franz Liszt, en bij Rudolf Maria Breithaupt. Na de succesvolle uitvoering van haar Japanse Liederen in 1921 besloot ze om componist te worden. Ze ging aan de slag als muziekpedagoog en studeerde in Berlijn van 1926 tot 1931 bij Franz Schreker. In 1939 was ze de enige vrouw die deelnam aan het International Music Festival in Frankfurt am Main. Componisten van wel 18 verschillende nationaliteiten namen deel aan dit festival.
Zieritz overleed in 2001 te Berlijn. Ze won verscheidene prijzen tussen 1928 en 1999.
In 2009 werd de Weense straat Zieritzgasse naar haar genoemd.

## Oeuvre
Grete von Zieritz componeerde meer dan 250 werken voor verscheidene bezettingen. Een werkselectie:
- Japanse Liederen voor sopraan en piano (1919)
- Prelude en Fuga in c-mineur voor piano (1924)
- Sonate voor viool en piano, Op. 67 (1939)
- Kaleidoskop, Duo voor viool en altviool, Op. 127 (1969)
- Suite voor altviool solo, Op. 141 (1976)
- Prelude en Fuga voor orgel (1977)
- Orgelconcert voor orgel solo (1995)